# 张耀南 (山东官员)
张耀南（1901年2月5日—1974年10月5日），原名张星寿，字耀南，山东长清人，中国近代军事人物及政治人物，历任长清县抗敌后援会主任、抗日动员委员会主任、武装工作团团长、县长、泰西地区专员，山东省卫生厅厅长、党组书记，泰山林场场长、劳动大学校长等职。

## 生平
1901年2月5日，张耀南出生在山东省长清县张夏纸坊村（今山东省济南市长清区张夏街道纸坊村）的一个地主家庭。8岁时，张耀南开始到私塾读书。1916年，到长清县立高等小学读书。1920年夏，考入曲阜省立第二师范学校。在校其间，张耀南受老师和宣传刊物影响，成为一名民主主义者和爱国主义者。
1925年，张耀南为求教育救国和振兴实业，返回长清家乡，卖掉40多亩土地兴办学校。1928年7月，张耀南发动并带领家乡两千多农民到长清县城，与张宗昌政府的代理县长边兰舫开展抗苛捐杂税斗争。后来，张耀南被推选为长清县农民协会筹备委员会主任。1929年，他到长清县立第一小学（东关小学）任教员。1930年，出任校长。在职期间，他聘任思想先进的教师，并经常与教员们讨论俄国十月革命和马克思列宁主义理论。1932年秋，张耀南邀请中国共产党员庄东晓到校作报告。1937年5月，张耀南经东关一小教员、中国共产党员董荣萱介绍，加入由中国共产党领导的抗日组织中华民族解放先锋队。1937年抗日战争爆发后，他曾联络全县九所县立小学的校长们，就抗日经费问题向长清县教育科长王辑五提出抗议。1937年10月，张耀南与夏页文等人共同发起成立长清县民众抗敌后援会，并任主任。1937年底，张耀南发动青年学生和教师组成抗日武装力量，后携带枪支和捐款来到南坦山阎家楼加入由万晓塘、魏金三等人组织的抗日队伍。
1938年2月，中共长清县坦山临时支部举行马湾起义，成立“山东抗日救国军”，张耀南任军事委员会委员长。1938年2月下旬，该部队改编为山东西区人民抗敌自卫团第四大队，张耀南被选举为参谋长。1938年5月，又改编为大峰山独立营，张耀南任营部副官。1938年10月，张耀南被选举为长清县抗日动员委员会主任，负责筹备粮款武器和扩大队伍，于是动员全家参加抗战，成为大峰山根据地的一名主要创始人。1939年1月，经吴力践、孟可铭介绍，张耀南加入中国共产党。1939年3月，张耀南被国民革命军第十八集团军第115师政委罗荣桓任命他为大峰山抗日武装工作团团长。
1939年6月，长清县抗日民主政府成立， 张耀南被选举为县长，并兼任长清县独立营营长。1939年11月，张耀南被选举为泰西专员公署第一任专员。1940年，张耀南选为解放区出席全国国民代表大会代表。1943年初，泰西、运东专署合并为泰运专署，张耀南任专员。1946年底，泰西、运东分置，张耀南任泰西专署专员。1949年后，历任山东省泰安专区副专员、山东省卫生厅厅长、山东省林业厅厅长等职。曾当选为中共山东省第一、二届代表大会代表，山东省第一、二届人代会代表。
1958年，因受反右派斗争扩大化的影响被免职。1959年9月，张耀南出任泰山林场任场长。1960年，张耀南提出“营林管理和生产自救相结合”，使全场职工顺利挺过“三年困难时期”。1962年初，中共党组织决定恢复张耀南山东省卫生厅厅长的职务，但张耀南以“做大事，不求做大官”为信条，并未接受复职，仍担任泰山林场场长职务。1962年，山东社会主义劳动大学成立，张耀南兼任大学三分校校长。1965年，泰山林场全面完成造林任务。1966年6月，受文化大革命一开始，劳动大学校内便贴满了批判张耀南的大字报，张耀南还曾被戴上高帽子游街、批斗，在批斗会上经常被侮辱、殴打。1971年12月，张耀南获得“解放”。不久确诊胃癌，住进泰安龙潭疗养院。
1974年10月5日，张耀南因胃癌在泰安去世，终年73岁。

## 纪念
张耀南去世后，安葬在济南市长清区文昌街道石麟山北坡的石麟山烈士陵园内。
1995年，山东大学出版社出版了由夏川主编的《张耀南纪念文集》。
2024年，济南市长清区监察委员会联合济南市长清区教育和体育局、山东圣翰财贸职业学院，在全区中小学开展“廉洁文化剧目进校园”巡演活动，其剧目《做大事不做大官》以张耀南事迹为原型创作。

## 备注
1. ↑  一说1938年11月[3]